# Puchar Polski (województwo podkarpackie) w piłce nożnej mężczyzn (2024/2025)
Lokalizacja klubów grających w Regionalnym Pucharze Polski województwa podkarpackiego 2024/25
W sezonie 2024/2025 Puchar Polski na szczeblu województwa podkarpackiego składał się z dwóch rund, z udziałem czterech zespołów – zwycięzców pucharów okręgowych:
- KS Wiązownica (OPP Jarosław 2024/2025[1])
- Cosmos Nowotaniec (OPP Krosno 2024/2025[2])
- Wisłoka Dębica (OPP Rzeszów-Dębica 2024/2025[3])
- Siarka Tarnobrzeg (OPP Stalowa Wola 2024/2025[4])

Rozgrywki wyłoniły zwycięzcę wojewódzkiego Pucharu Polski i uczestnika Pucharu Polski na szczeblu centralnym w sezonie 2025/2026.

## 1/2 finału
| 4 czerwca 2025 | Cosmos Nowotaniec | 1:0 | Wisłoka Dębica |            |
| 17:30          |                   |     |                | Nowotaniec |

| 28 maja 2025 | Siarka Tarnobrzeg | 1:0 | KS Wiązownica |            |
| 17:00        |                   |     |               | Tarnobrzeg |

## Finał
| 11 czerwca 2025 | Cosmos Nowotaniec | 0:1 | Siarka Tarnobrzeg |            |
| 17:30           |                   |     |                   | Nowotaniec |